# Didymoplexis
Didymoplexis es un género de orquídeas. Tiene 28 especies.

## Características
La especie dispone de un rizoma de un metro con raíces aeréas. Las hojas son pequeñas a lo largo del pedúnculo.  La inflorescencia es un terminal en forma de racimo con pocas y pequeñas flores de color blanco, amarillo o rosa.

## Hábitat y distribución
Didymoplexis crece entre las hojas de residuos en la parte inferior de sombra en los bosques caducifolios de las zonas tropicales de Afganistán, la India, el Sudeste de Asia y Australia. 

## Taxonomía
El género fue descrito por William Griffith y publicado en Calcutta Journal of Natural History and Miscellany of the Arts and Sciences in India 4: 383, t. 17. 1844.
Etimología
El nombre del género Didymoplexis viene del griego didymos (par) y plexis (tapa, tapa), y las tapas o las alas que han crecido juntas en la columna.

## Especies deDidymoplexis
- Didymoplexis africana Summerh. 1952
- Didymoplexis brevipes Ohwi 1937
- Didymoplexis cornuta J.J.Sm. 1925
- Didymoplexis fimbriata Schltr. 1921
- Didymoplexis flexipes J.J.Sm. 1921
- Didymoplexis forcipata J.J.Sm. 1927
- Didymoplexis himalaica Schltr. 1906
- Didymoplexis kinabaluensis Carr. 1935
- Didymoplexis latilabris Schltr. (1906)
- Didymoplexis madagascariensis (H.Perrier) Summerh. 1953
- Didymoplexis micradenia (Rchb.f.) Hemsl. 1883
- Didymoplexis minor J.J.Sm. 1925
- Didymoplexis neocaledonica Schltr. 1906
- Didymoplexis nipponica Honda 1932
- Didymoplexis obreniformis J.J.Sm. 1914
- Didymoplexis pachystomoides (F.Muell.) Garay & W.Kittr. 1986
- Didymoplexis pallens Griff. 1844 - Especie tipo
- Didymoplexis papuana Schltr. 1911
- Didymoplexis philippinensis Ames 1915
- Didymoplexis samoensis Schltr. 1910
- Didymoplexis striata J.J.Sm. 1906
- Didymoplexis subcampanulata Hayata 1912
- Didymoplexis sylvatica (Blume) Garay 1995
- Didymoplexis torricellensis Schltr. 1914
- Didymoplexis trichechus J.J.Sm. (1920)
- Didymoplexis trukensis Tuyama 1941
- Didymoplexis verrucosa J.L.Stewart & Hennessy 1980
- Didymoplexis vietnamica Ormd. 2000